# Галшка Гулевичевна
Елизавета (Галина, Галшка) Василиевна Гулевич (на украински: Єлизавета Василівна Гулевич), по-известна като Галшка Гулевичевна (на украински: Галшка Гулевичівна; 1575, Затурци, Велико литовско княжество – 1642, Луцк, Волинско войводство, Жечпосполита) е обществена фигура в православието през Средновековието в Украйна, покровител на изкуствата. Един от основателите на Киевското братство.

## Биография
Елизавета Василиевна Гулевич е най-малкото от пет деца в заможното семейство на шляхтича Василий Гулевич. Тя е родена, най-вероятно, в село Затурци във Волиния, през 1575 г. (някои източници посочват 1577 г.), и идва от старинния западноруски православен род Гулевичи, познат от началото на 16 век, чиито представители били на второ място сред чиновниците на Волинската земя и заемали високи длъжности, включително войвода и подстароста. Тъй като дядото на Елизавета, Фьодор Гулевич, е избран за владика на Луцк под името Теодосий, той създава училище за внуците си в двора на Луцкия замък и наема Олес Юрковски, възпитаник на Лвовското братско училище, като техен учител. В това училище Елизабет се запознава с основите на православната вяра, граматиката на родния си език, учи гръцки и латински. След като завършват училището, децата на Василий Гулевич са изпратени да учат в Острожката академия.
През 1594 г. Елизабет се омъжва за Христофор (Крищоф) Поцей, син на Брацлавския кастелан, а по-късно – владимир-волински епископ Ипатий Поцей, и ражда дъщеря Екатерина, но няколко години по-късно тя остава вдовица. След смъртта на първия си съпруг, тя започва да възпитава сама дъщеря си и през 1615 г. я дава за съпруга на хорунжия от Орша Николай Млечка. През 1606 г. Елизавета се омъжва повторно – за Стефан Лозко, който е от заможен киевски шляхтички род. Двамата имат син – Михаил.

### Благотворителност
На 14 октомври 1615 г. Галшка Гулевичевна, след съвет със съпруга си, съставя и подписва дарение (фундуш), а на 15 октомври внася фундуша, като отбелязва това в магистратската книга на Киев и по този начин му дава законна сила. В своето дарение тя отбелязва, че „тя е здрава с тяло и ум“ и „доброволно съзнава този свой доброволен запис, че (...) записва и се отказва от собственото си наследствено имение, ползващо се с правата и свободите дворянски: своя собствен двор цялостно и земята, от споменатия ѝ съпруг свой във вечен дар получен от нея...“ .
След смъртта на втория си съпруг, Галшка Гулевичевна оставя всички имения на сина си Михаил и се връща в Луцк, където минават последните години от живота ѝ. През този период тя претърпява тежък удар: попадайки под католическо влияние, Михаил приема католическата вяра, което е огромна изненада за майка му, която по това време продължава да се грижи за запазването на православието, отделяйки средства за издръжката на братско училище. В Луцк Галшка Гулевичевна участва активно в живота на Кръстовъзкресенското братство, а през 1641 г. – малко преди смъртта си – съставя духовен завет, в който завещава почти всичките си средства за нуждите на Луцкия братски манастир.
Галшка Гулевична умира през 1642 г. Погребана е на територията на братското училище в Луцк.